# Marengo (ngựa)

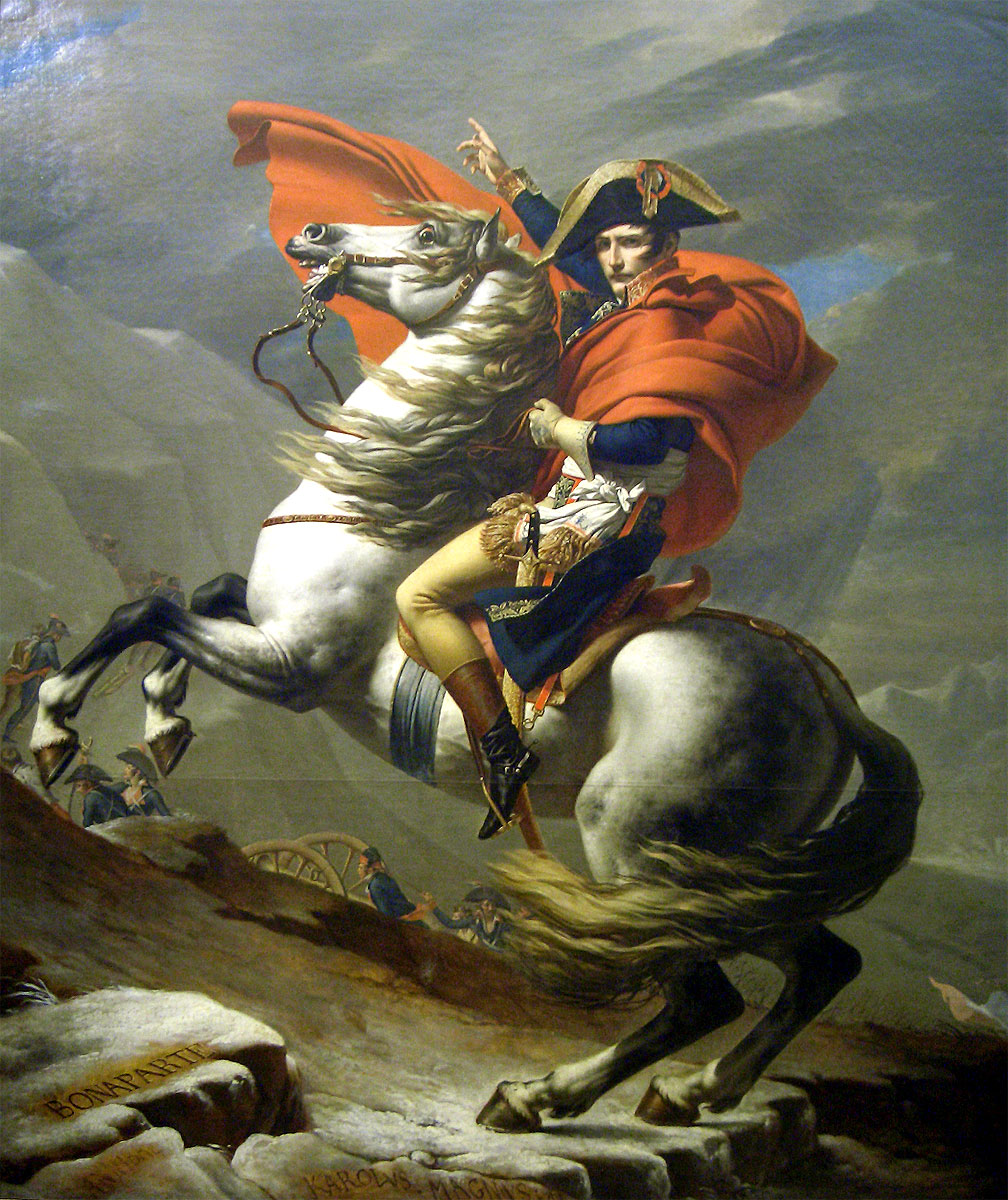
Đệ nhất tổng tài vượt dãy Anpơ trên đèo Grand-Saint-Bernard của họa sĩ Jacques-Louis David. Con ngựa trong họa phẩm được cho là Marengo.

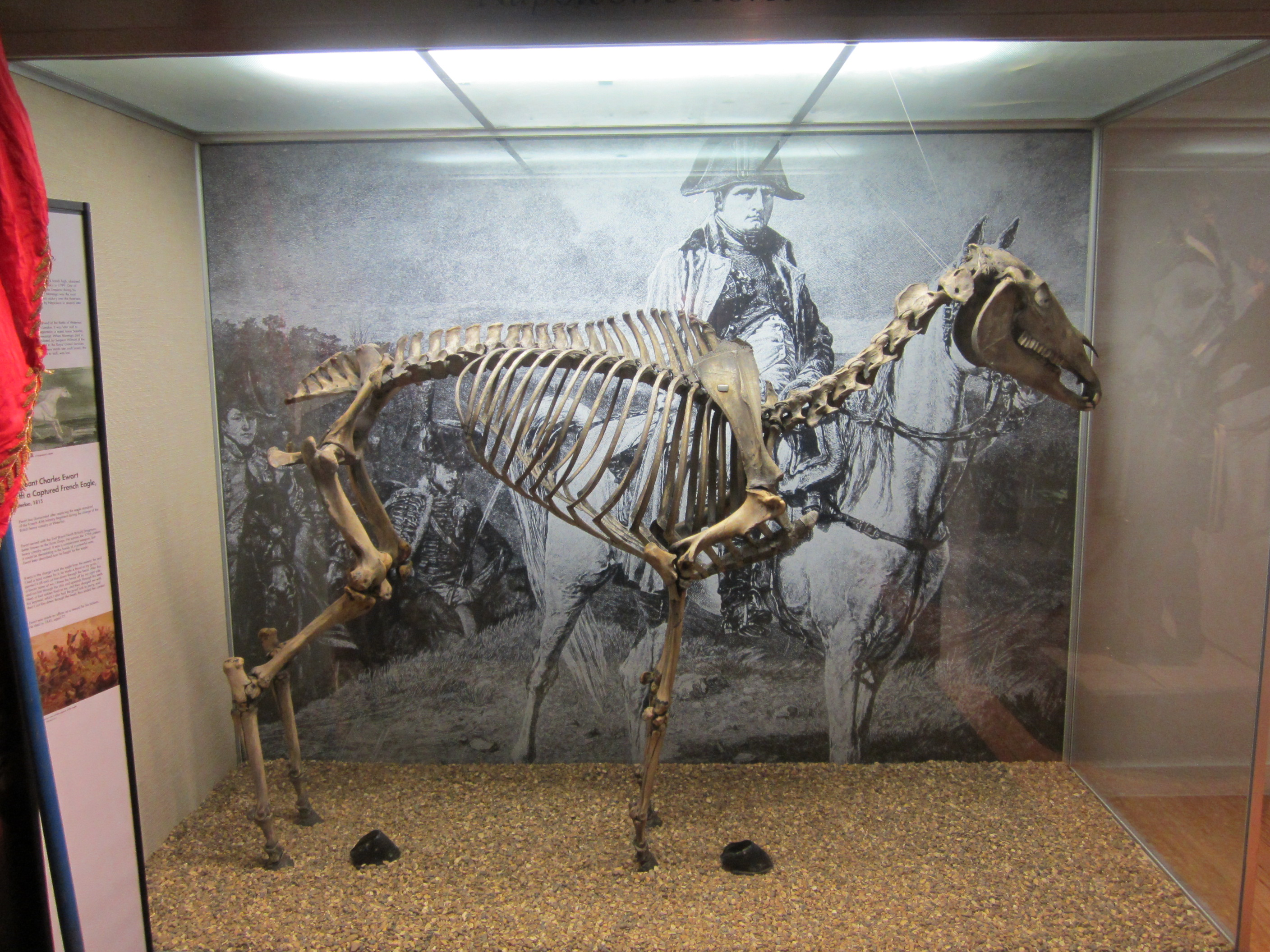
Bộ xương của Marengo được trưng bày tháng 11 năm 2011

Marengo (khoảng 1793–1831) là con ngựa chiến nổi tiếng của Napoléon Bonaparte. Manrengo được nhập khẩu từ Ai Cập vào Pháp năm 1799, nó đã tham gia trận Marengo năm 1800 và hộ vệ cho chủ nhân của mình được an toàn nên được đặt tên theo trận đại chiến này. Chú ngựa này thuộc giống ngựa Ả rập và dường như thuộc dòng El Naseri nổi tiếng. Tuy nhỏ nhưng Marengo là một chiến mã trung thành, cưỡi êm, điềm tĩnh và cam đảm. Marengo đã bị thương 8 lần và đã được Hoàng đế Bonaparte cưỡi trong các trận Austerlitz, trận Jena-Auerstedt, trận Wagram và trận Waterloo. Nó cũng thường xuyên được cưỡi trong những cuộc hỏa tốc 80 dặm từ Valladolid đến Burgos, và thường nó chỉ mất 5 giờ để hoàn tất quãng đường.
Là một trong 52 con ngựa trong tàu ngựa dành riêng cho Napoléon, Marengo đã chạy trốn với những con ngựa còn lại khi người Nga đột kích năm 1812 và sống sót sau cuộc rút quân khỏi Moskva; tuy nhiên, con chiến mã đã rơi vào tay William Henry Francis, nam tước Petre thứ 11 ở trận Waterloo. Petre đem con ngựa về nước Anh và bán nó cho trung tá Angerstein của Đội cận vệ Grenadier. Cuối cùng Marengo chết già ở tuổi 38. Bộ xương của nó (trừ một móng) được bảo quản và sau đó chuyển đến Royal United Services Institute và ngày nay được trưng bày tại Bảo tàng Quân đội Quốc gia ở Chelsea, Anh.